# 鹿児島市中央公民館
鹿児島市中央公民館（かごしましちゅうおうこうみんかん）は、鹿児島県鹿児島市山下町にある公民館。1927年（昭和2年）10月開館。設計は片岡安。建物は登録有形文化財。
次項のとおり開館当時は鹿児島市公会堂であり、公会堂建築として最初である1918年竣工の大阪市中央公会堂の9年後の開館であるが、東京市公会堂（現日比谷公会堂）よりも2年、名古屋市公会堂よりも3年早い。
市中心部に位置する交通の便の良さもあり、修築を経て現在もイベント、講演会等に利用されている。

## 沿革
- 1924年（大正13年）8月 - 昭和天皇の成婚記念事業として起工[2]。
- 1927年（昭和2年）10月 - 鹿児島市公会堂として開館。
- 1945年（昭和20年）6月17日 - 鹿児島大空襲により一部が損壊[2]。
- 1949年（昭和24年） - 鹿児島市中央公民館に改称[2]。
- 1973年（昭和48年）4月 - 鹿児島市公民館条例施行、市全域の社会教育施設及び中央地域の地域公民館と位置づけられる[3]。

## 交通アクセス
- 鹿児島市営バス、鹿児島交通、「金生町」バス停より徒歩約5分
- 観光ルートバス（まちめぐりバス・カゴシマシティービュー）「西郷銅像前」正面
- 鹿児島市電1･2系統「朝日通」電停より徒歩5分
- 駐車場　無し（関係者用無料駐車場が10台あるが、一般来場者は使用不可）

## 周辺
鹿児島市立美術館・西郷隆盛像から国道10号をはさんで東側、国道58号沿いに位置する。東に隣接して鹿児島県文化センター（宝山ホール）が、国道58号をはさんで南側に中央公園がそれぞれ所在する。